# L'habitació d'Ames

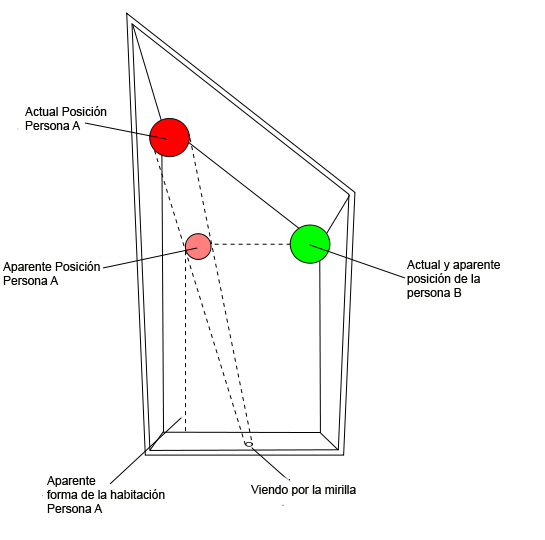
Un diagrama de la posició real i aparent d'una persona en una habitació d'Ames i la forma d'aquesta habitació.

Una habitació d'Ames és aquella que s'ha distorsionat per crear una il·lusió òptica. Va ser inventada per l'oftalmòleg Adelbert Ames, Jr. el 1945 basant-se en un concepte de Hermann von Helmholtz.

## Descripció
Aquesta habitació està construïda de manera que, vista de front, aparenta ser una habitació ordinària de forma cúbica, amb una paret pel darrere i dues de laterals paral·leles entre si i perpendiculars amb el pla horitzontal del terra i el sostre. No obstant això, aquesta és un truc de perspectiva i la veritable forma de l'habitació és trapezoïdal: les parets estan inclinades i tant el terra com el sostre estan inclinats, i el cantó dret és més prop de l'observador frontal que el cantó esquerre (o viceversa).
Com a resultat d'una il·lusió òptica, una persona dempeus en una cantonada aparenta en l'observació ser un gegant, mentre que una persona dempeus en l'altra cantonada sembla ser un nan. La il·lusió és bastant convincent, perquè una persona caminant cap endavant i cap endarrere des de la cantonada esquerra a la dreta sembla que augmenta o disminueix.
Diversos estudis han demostrat que la il·lusió pot ser creada sense usar parets i un sostre; és suficient amb crear un horitzó apropiat (que realment no sigui horitzontal) amb el suport d'un fons apropiat, i l'ull confia en l'aparent relació de l'alt d'un objecte per sobre de l'horitzó.

## Història
El fundador dels estudis moderns de percepció, Hermann von Helmholtz, va ser acreditat amb el concepte de "Sala Distoritzada" a finals del segle xix. Encara que mai en va construir cap, Helmholtz va concebre una habitació que, correctament distorsionada, semblaria una habitació rectangular normal. Helmholtz creia que els senyals de perspectiva eren sovint més potents que la disparitat estereoscòpica (l'habilitat de jutjar la profunditat basant-se en els angles lleugerament diferents de la visió de cada ull) quan arribava a la percepció de profunditat.
L'oftalmòleg Adelbert Ames va ser el primer a construir una sala distorsionada real el 1946. A través de la construcció de l'habitació i l'experimentació amb ella, Ames va anar més enllà del concepte de Helmholtz, descobrint que les lleis familiars de la física podien ser violades en una sala distorsionada. A més de la mida equivocada de les persones, les boles semblen rodar cap a dalt quan haurien de rodar cap a baix. Ames va ser un dels primers a descobrir la quantitat de poder que té l'experiència sobre la percepció.

## Explicació
Es construeix una habitació d'Ames de manera que, des del davant, sembla ser una habitació rectangular ordinària, amb una paret posterior i dues parets laterals paral·leles perpendiculars al nivell horitzontal del terra i el sostre. En realitat, aquesta aparença rectangular és un truc de perspectiva. La veritable forma de l'habitació és trapezoidal: les parets estan inclinades i el sostre i el terra estan en una línia d'inclinació, i la cantonada dreta està molt més a prop de l'observador situat al davant que la cantonada esquerra (o viceversa). Els observadors miren a través d'una espiera a la sala per crear el millor punt de vista i eliminar qualsevol sentit de profunditat creat mirant la sala amb els dos ulls. La il·lusió es millora sovint afegint pistes de perspectiva visual addicionals, com ara un terra de quadres i finestres rectangulars a la paret posterior.
No hi ha res sorprenent en la percepció de la sala buida com a normal, perquè la imatge que es veu a través de l'espiera és idèntica a la que es rebria des d'una habitació rectangular normal. No obstant això, quan la gent es troba a la sala hi ha un conflicte. La persona de la cantonada superior té una imatge més petita, a causa de la seva major distància de l'observador en comparació amb una persona de la cantonada més propera. El que és sorprenent és que els observadors vegin a les persones distorsionades en grandària i l'habitació conserva la seva forma rectangular, presumiblement perquè estan acostumats a veure habitacions rectangulars no trapezoidals. Per tant, un adult a la cantonada superior apareix més petit que un nen a la cantonada més propera. Ames i investigadors posteriors van utilitzar aquest fenomen per demostrar la importància de l'experiència en la percepció. S'afavoreix la percepció equivocada d'una habitació normal i es veu erròniament a la gent com diferents mides.
Curiosament, una habitació sencera no és necessària per crear la il·lusió de la grandària distorsionada; n'hi ha prou amb crear un horitzó aparent sobre un fons adequat. L'ull es basa llavors en l'alçada relativa aparent d'un objecte sobre aquest horitzó.
Ames amb la seva habitació demostra que la capacitat perceptiva no està només donada, així com tampoc ho està el món sinó que els dos es defineixen en un procés simultani i portat a terme en conjunt. De manera que el subjecte no és un ésser passiu sinó que actua de forma activa en la mesura que procura interpretar allò que l'envolta.

## L'habitació d'Ames i els judicis perceptius
Un altre aspecte que reflecteix la il·lusió òptica de l'habitació d'Ames és que els judicis perceptius no són objectius, sinó subjectius.
Hi ha una gran dosi de subjectivitat en les interpretacions de l'individu, doncs, és l'experiència de cada subjecte i la interacció que ell ha sostingut amb el mitjà, la qual cosa permet construir judicis.
D'aquesta manera queda demostrat que el món és un espai en el qual es troben bolcades les necessitats i expectatives dels éssers humans, com un producte de la manera en la qual s'és i s'està en el món, doncs, com diria el psicòleg Jorge Mendoza García en el seu estudi sobre la construcció social del coneixement, els subjectes no estan en un laboratori, aïllats del món.
La il·lusió òptica de l'habitació d'Ames va ser una porta perquè la psicologia pensés en l'ambient i en el qual la percepció quedés definida com un diàleg dels homes i el mitjà.
És a dir, la visió d'estímul-resposta queda en desús en ser considerada massa simplista, des de la psicologia ambiental, per a adoptar una posició en la qual predomina la transacció que el subjecte fa amb l'ambient.
Així mateix, les interpretacions que cada subjecte fa només són possibles gràcies a la percepció i als principis que regeixen en la vida dels homes.
Si apareix un nus, o una cosa difícil d'interpretar, és a dir, un fet que ve a contradir l'experiència que es té del món –com succeeix amb la perspectiva de profunditat a l'habitació d'Ames-, llavors l'home entra en diàleg amb l'entorn per a fer un reajustament intern.

## Fenomen d'Honi
Un tipus de distorsió perceptiva selectiva coneguda com el "fenomen d'Honi" fa que algunes persones percebin menys distorsió de mida en una habitació d'Ames. Normalment, distorsió provocada per l'habitació d'Ames fa que sigui menor respecte d'una persona coneguda que amb relació a un estrany en igual situació. Això li ho va vincular a aquest efecte de l'amor, el gust i la confiança de la persona que està mirant.
L'experiment original implicava un marit i una esposa; l'esposa percebia menys distorsió de la mida del seu marit que un estrany, a causa de l'amor i el respecte que tenia pel seu marit. Les dones en les quals aquests sentiments eren més intensos percebien la imatge dels estranys amb més distorsió que la de les seves parelles. En canvi, la percepció per part dels homes en situacions similars no sembla trobar-se influenciades per la força dels seus sentiments cap a la seva esposa.
Es van obtenir resultats similars quan es va mostrar als reclutes de l'armada oficials i reclutes navals; la figura de l'autoritat es va percebre menys distorsionada. Això mostra que l'actitud mental de l'observador cap al subjecte percebut pot alterar la percepció, ja sigui positiva (com l'amor) o negativa (com la por).
Estudis posteriors han arribat a la conclusió que el fenomen Honi no és com es va pensar en un principi, però pot ser explicat perquè la percepció difereix segons el sexe, i la dona fa una percepció de les coses més significativa i valuosa que els homes.

## Ús en pel·lícules
Una de les aplicacions que té aquesta habitació és en les pel·lícules. Per exemple, una habitació d'Ames apareix en la pel·lícula de 1971 Willy Wonka i la fàbrica de xocolata, adaptació de la novel·la Charlie i la fàbrica de xocolata de Roald Dahl. Així mateix, la trilogia cinematogràfica del Senyor dels Anells utilitza diversos conjunts d'habitacions d'Ames en les seqüències per a modificar les altures dels hobbits i fer-los semblar més petits quan estan al costat de Gandalf. En 1960, la sèrie de televisió Viatge al fons de la mar va usar una habitació d'Ames en un dels episodis per a mostrar l'intent de provocar que dos personatges (cadascun dempeus en cada costat de l'habitació) extraviïn les seves ments. En la pel·lícula Temple Grandin es mostra una habitació d'Ames en una classe, i Temple Grandin construeix una.